# Cerrillos (Salta)
Cerrillos is een plaats in het Argentijnse bestuurlijke gebied Cerrillos in de provincie  Salta. De plaats telt 17.634 inwoners.